# Forfatterens død
"Forfatterens død" (Fransk: La mort de l'auteur) er et essay af den franske litterat Roland Barthes (1915-80). Barthes' essay fra 1967 er et modargument mod den traditionelle litteraturkritiks praksis om at inkorporere en forfatters intentioner og biografi i fortolkning af en tekst. Barthes skelner således mellem forfatterens liv og hendes værker og understreger, at de biografiske detaljer i ikke er en del af det litterære objekt. Derfor skal biografien heller ikke spille en rolle i vores forståelse af et givent værk. Barthes påpeger også, at det er teksten, der "taler" til læseren og ikke forfatteren af kød og blod. Denne pointe ligger i forlængelse af Barthes' poststrukturalistiske baggrund, hvori det er en central tanke, at teksters betydning kommer af eksisterende sproglige og kulturelle koder, som forfatteren nok kan trække på eller aktivere, men som forfatteren i sidste ende ikke er ophavsmand (m/k) til. "It is language which speaks" argumenterer Barthes "not the author."
Barthes mener derimod, at henvisninger til forfatteren begrænser kritikerens analytiske muligheder og i tråd med denne tanke, mener Barthes, at det at påkalde forfatteren i litteraturkritik svarer til at begrænse den litterære tekst. Idéhistorikeren Victoria Höög udlægger det således, at Barthes' idé er et modsvar til en klassisk tradition inden for litteraturteori hvori forfatteren tænkes som værende "som en far eller mor i forhold til sin tekst." I denne tradition blev/bliver tekstens udsagn anskuet ud fra forfatterens liv og intentioner og ifølge Höög så Barthes dette fortolkningsmæssige greb som "et forsøg på at fiksere en betydning, man ikke kan nå hen til. Forfatterens hensigter er kun til dels kendt for hende selv, og der findes ingen entydig korrelation mellem forfatterens tidligere jeg og teksten."
Ifølge litteraten Andrew Bennett har Barthes' essay nogle svagheder ift. for grandiøse generaliseringer, manglende akademisk præcision og litteraturhistoriske problemer, men Bennett mener ikke desto mindre, at Barthes påpeger en central forskel mellem mundtligt sprog og skriftsproget. Modsat det talte ord, der forsvinder, hvis det ikke optages, så bliver det skrevne ord ved med at findes selv efter ophavsmanden ikke findes mere. Bennett sporer denne pointe tilbage til Platon og mener, at denne grundlæggende observation er ganske ukontroversiel.

## Beslægtede begreber
Ofte ses dette begreb diskuteret ift. Michel Foucaults idé om forfatterfunktionen eller ift. litteraturkritikerne W. K. Wimsatt og Monroe Beardsley, der i det berømte essay "The Intentional Fallacy" (1946) argumenterede for, at vores viden om en specifik forfatter ikke bør anses for at relevant at inddrage i en evaluering af et værk. I modsætning til nykritikerne Wimsatt og Beardsley handler sagen for Barthes sig dog ikke om æstetisk evaluering af tekster, men om at afklare grundlaget for vores forståelse af tekster.